# NHK放送博物館
NHK广播博物馆，直译为NHK放送博物館（日语：／ enu-eichi-kei hōsō hakubutsukan */?），是日本放送協會（NHK）營運的一家展示有關廣播及電視事業的博物館。現任館長是川村誠。

## 歷史

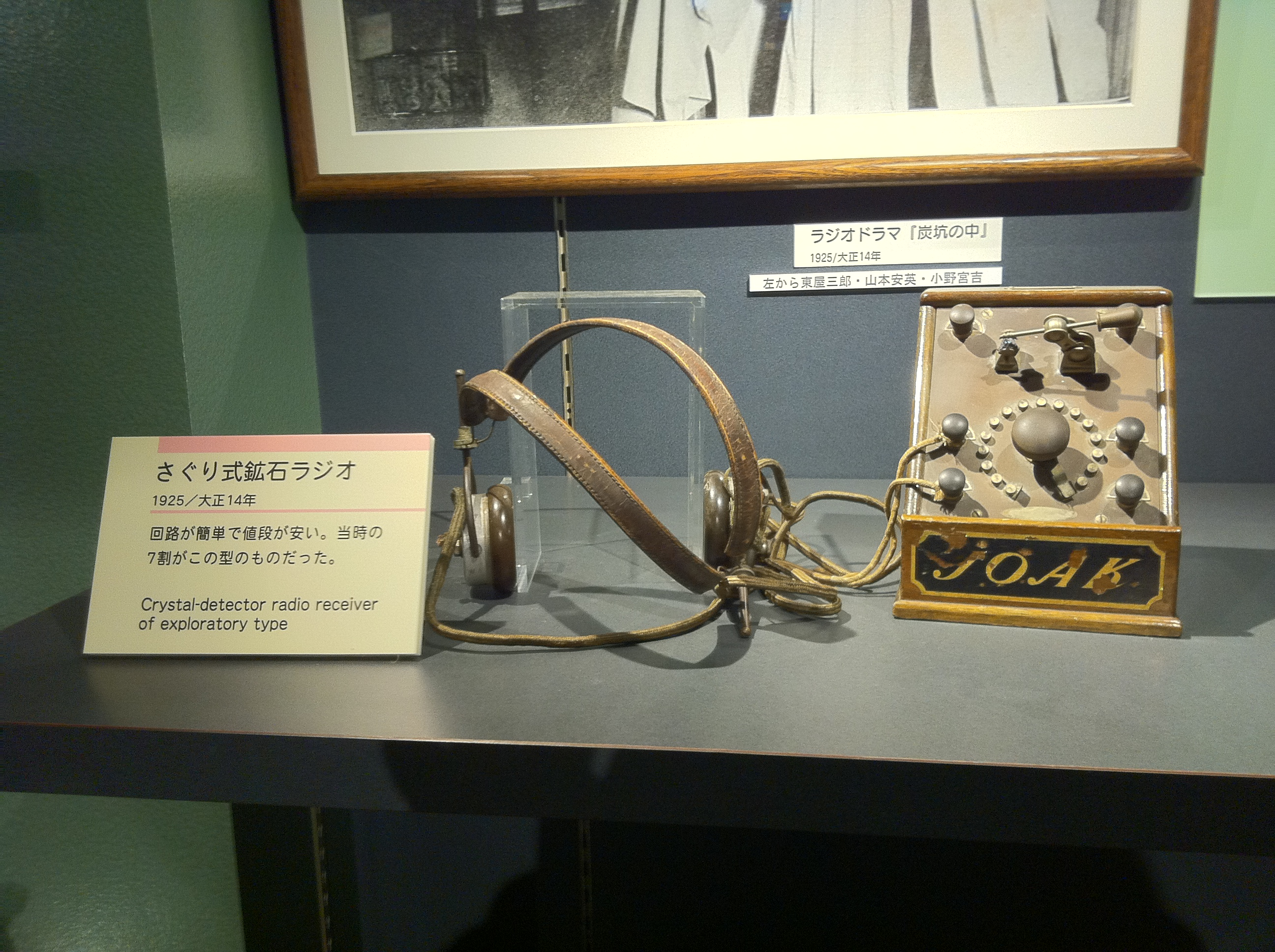
放送博物館收藏的1925年時的礦石收音機

NHK放送博物館位於NHK發祥地的愛宕山，開業於1956年，是世界第一家以廣播為主題的博物館。在開館當時，NHK放送博物館使用東京广播电台的建築作為展覽場地。NHK保存有記錄放送博物館開設當時情況，以及博物館展示的機材實際使用時的紀錄片。觀眾可在NHK網站上觀看這一紀錄片。
現在的帶有塔樓的4層建築修建於1968年，而最初的展館建築已被拆除。由於NHK广播电视文化研究所之前曾和NHK放送博物館在同一座建築辦公，因此放送博物館的展示空間曾經只限一層和二層。由於NHK广播电视文化研究所在2002年搬遷至附近的愛宕Green Hills森大廈，放送博物館的展示空間得以擴大至整座建築，並在翻新之後於2003年再次開業。為紀念日本開始播出廣播90週年，NHK放送博物館自2015年2月16日開始暫時關閉以進行翻新，並於2016年1月30日再次開館。

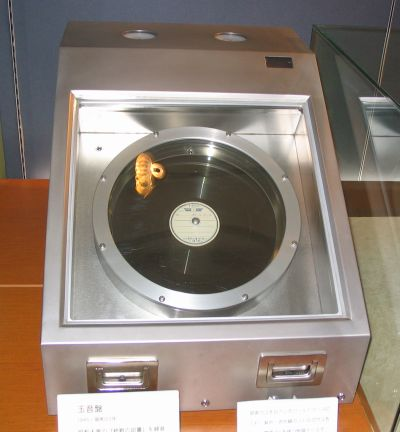
玉音盤

放送博物館也曾被用作節目取景場地。NHK綜合頻道在2013年3月29日深夜（3月30日凌晨）播出，由松井玲奈（當時是SKE48成員）主演的電視劇《放送博物館危機一髮》在該博物館取景拍攝。NHK綜合頻道在2017年5月17日播出的《探險爆問》也曾在放送博物館取景，介紹了玉音放送的録音盤、觀眾寄給《阿信》的信等展品。

## 藏品

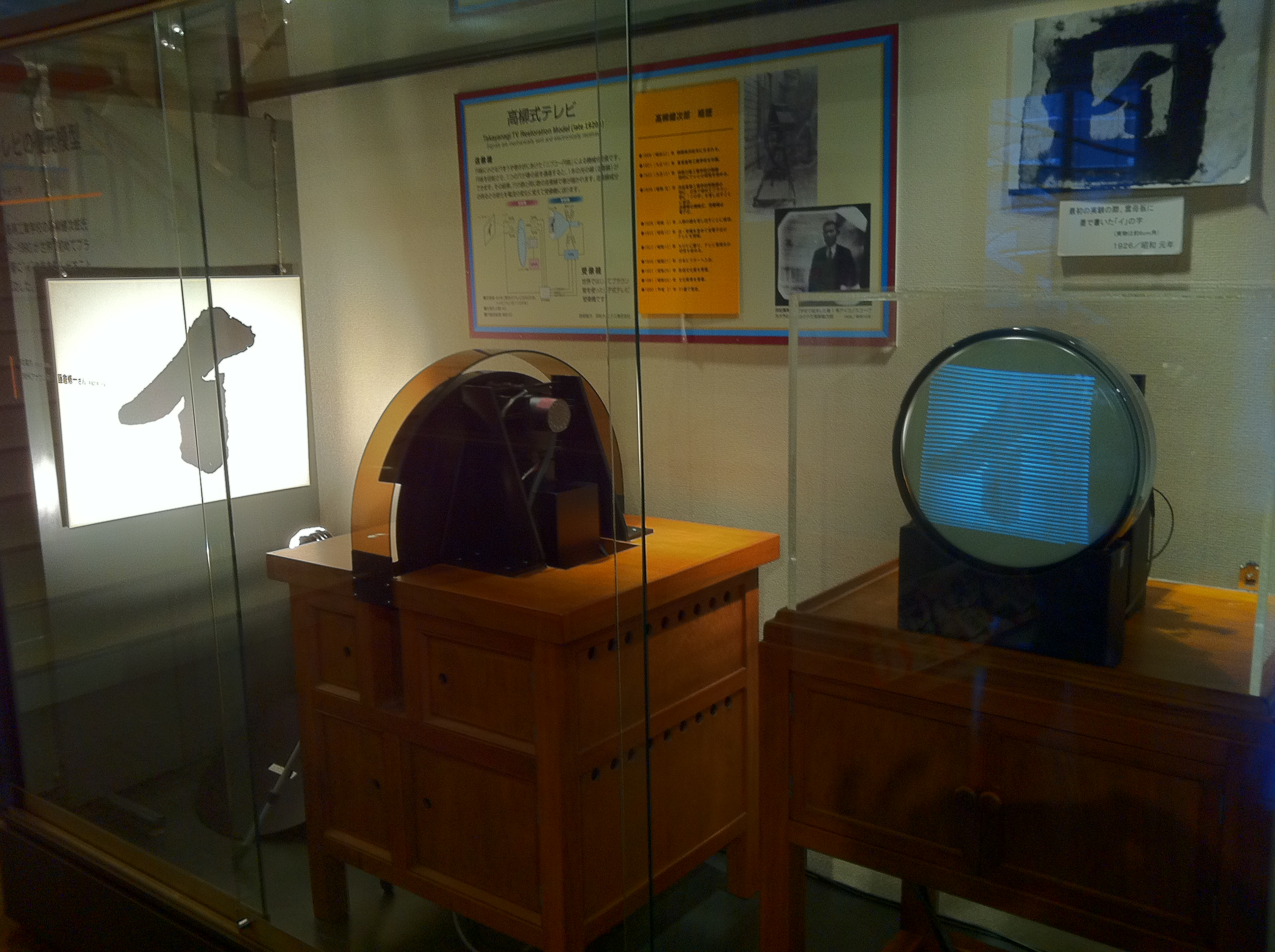
博物館內再現高柳健次郎的「イ」字電視試驗的展區

放送博物館入口展示有四個電視用天線，包括類比電視用的超繞桿天線（和東京塔最頂部設置的6段天線中的其中一段是同樣型號）、數位電視用的水平偏振雙環天線、類比電視用的超繞桿天線（NHK福井广播电视台綜合頻道實際使用過的天線）、日本最初的電視天線。博物館內收藏有約3萬件資料，其中包括日本開始播出廣播時使用的麥克風、廣播播出第一天的節目表海報、玉音盤等珍貴歷史資料。
放送博物館的藏品亦包括各個時代的收音機、電視機等廣播機械。包括日本無線在1924年生產的收音機；NHK在1951年試作的電視機和1953年日本第一個簽約收看電視的家庭實際使用的電視機；索尼在1964年生產的錄影機；NHK在1951年從美國RCA公司購買的攝影機；NHK在1980年開發的第一個高畫質攝影機。NHK致力於實現這些展品的動態保存（在只要通電即能正常使用的情況下保存展示）。2016年，國立科學博物館將NHK放送博物館的「電音 DP-18B-A型圓盤録音再生機」（1939年）和「八木天線」列入重要科學技術史資料（未来技術遺產），加上之前登錄的「放送用4頭可搬型多目的記録播出装置」和「肩掛型磁帶録音機」，放送博物館已有四個未来技術遺產。
放送博物館共有四層。一層展示有介紹廣播開播至今歷史的「放送歷史繪圖」，以及展示有NHK各攝像機實時映像的「博物館頻道」（ミュージアムチャンネル）。二層展示有NHK的電視劇、音樂節目、兒童節目、奧運會轉播的歷史資料；並且還設有8K劇場和體驗攝影棚，觀眾可觀看8K的超高畫質電視節目，並體驗新聞和天氣預報的製作。三層展示1920年代以來的廣播、電視技術及文化發展史。此外三層還設有企劃展示室，定期舉辦特展。四層是圖書·史料及節目圖書館，學術目的的利用者可在預約後查閱這裡的資料。

## 東京广播电台

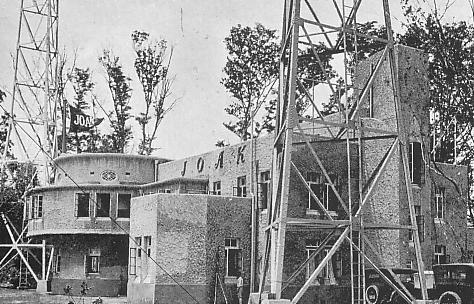
1933年時的NHK東京广播电台

放送博物館所在的愛宕山是東京都區部內自然形成的山峰中高度最高的山，在江戶時代就是瞭望江戶景色的勝地。东京广播电台於1925年3月22日開始播出節目，但當時愛宕山頂的广播电台建築還未竣工，因此在位於芝浦的遞信省電氣試驗所播音。同年6月15日，东京广播电台在愛宕山山頂的西洋料理店兼旅館「愛宕塔」原址上修建东京广播电台建築竣工。選擇愛宕山修建广播电台的原因是因為其標高有26米。在發射功率較弱的當時，較高的發射地點也意味著電波可覆蓋更廣的地區。东京广播电台是一座二層建築，擁有兩座高45米的自立式鐵塔（由東京塔的設計者內藤多仲設計）。广播电台內有三個錄音棚。7月12日，东京广播电台開始在愛宕山播音。直到1939年位於內幸町的新放送會館竣工為止，东京广播电台都在愛宕山播音。

## 畫廊

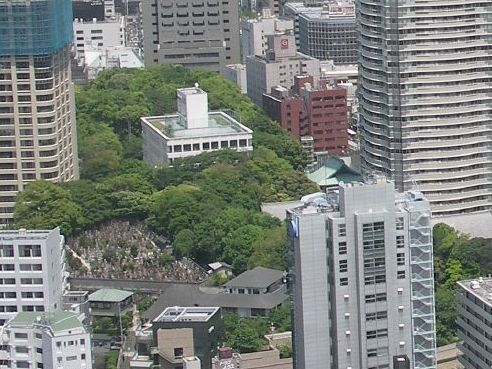
愛宕山和放送博物館（中央）
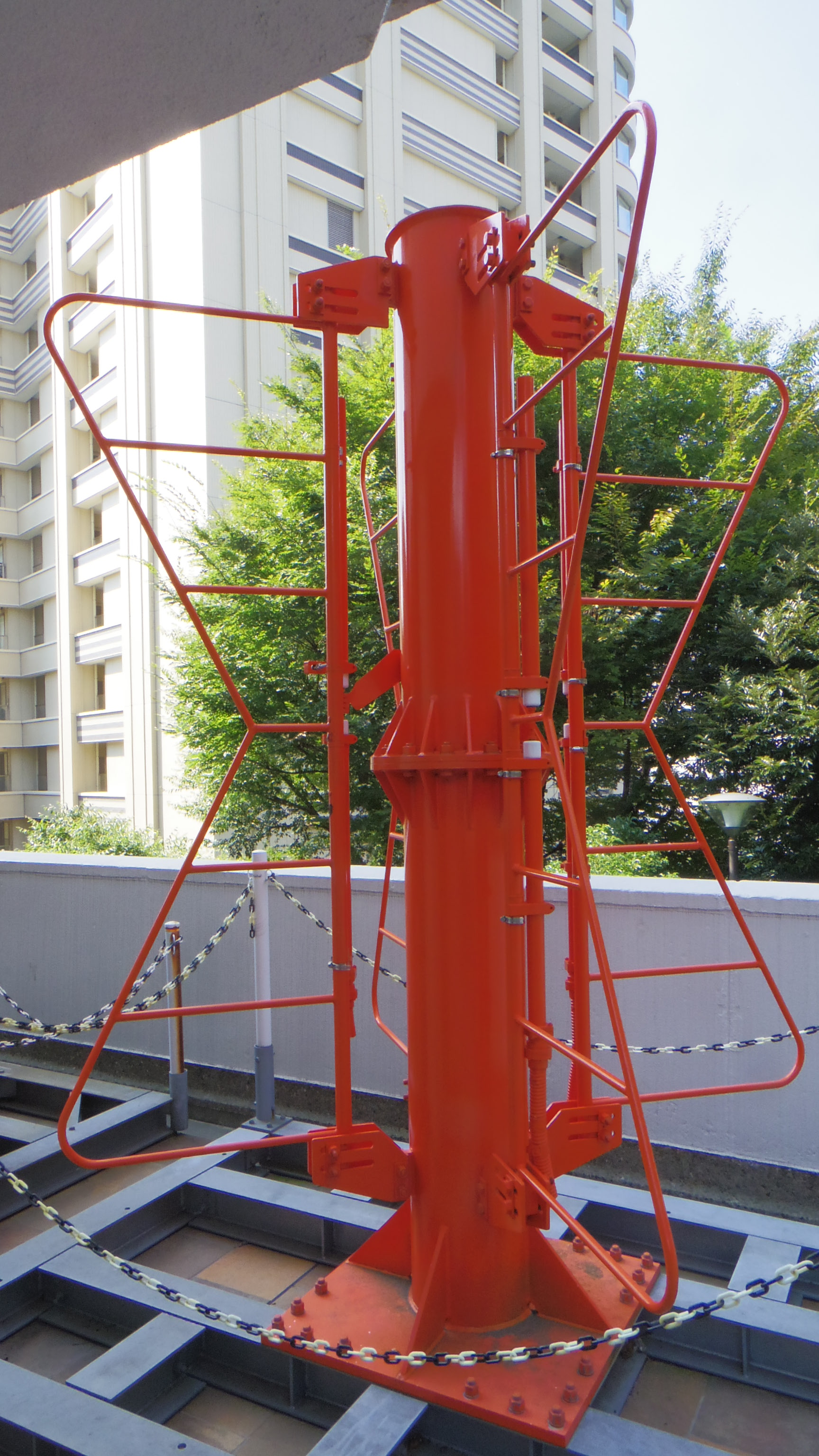
類比電視用的ST天線（曾在東京塔使用）
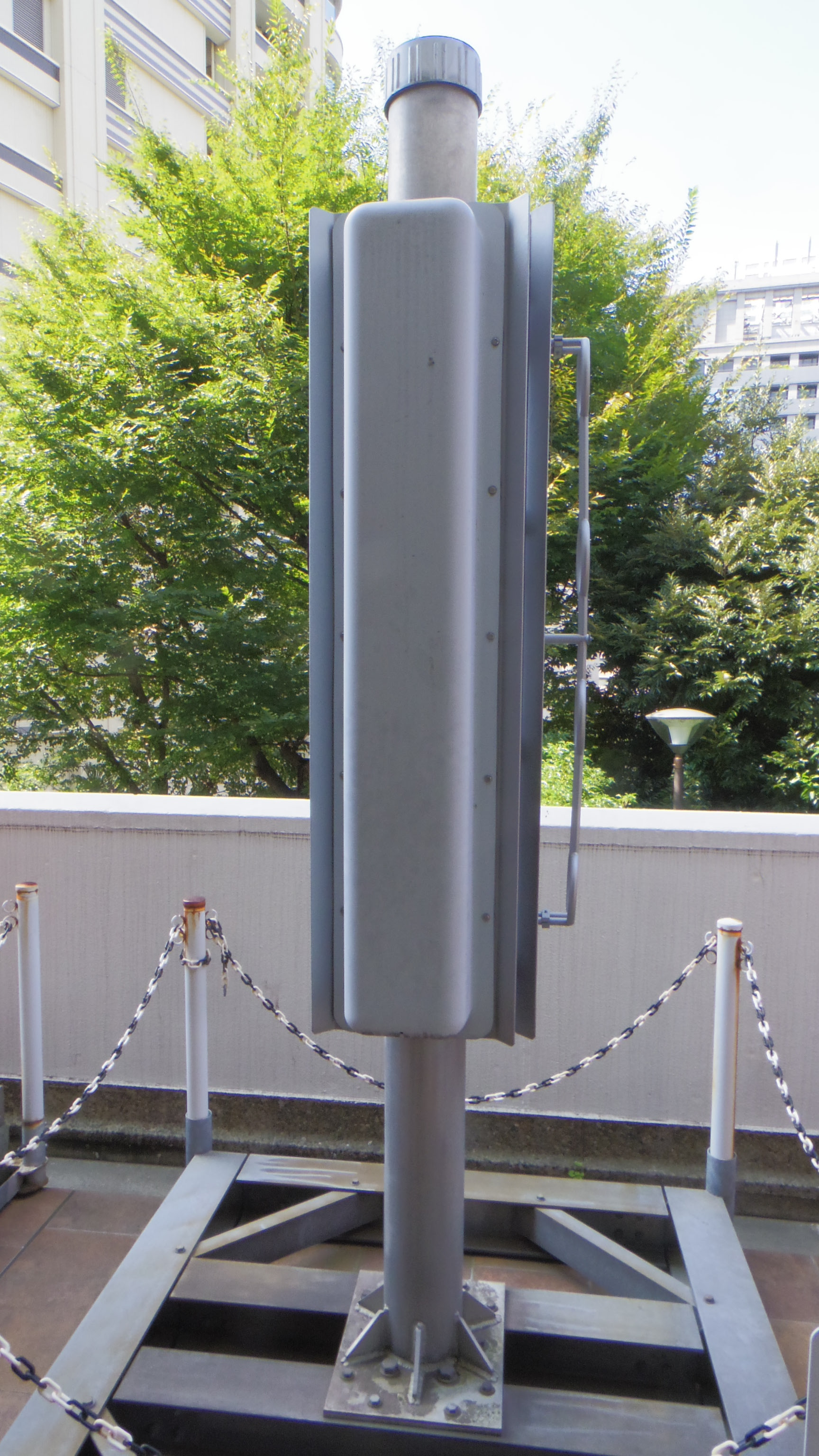
數位電視用的水平偏振雙環天線
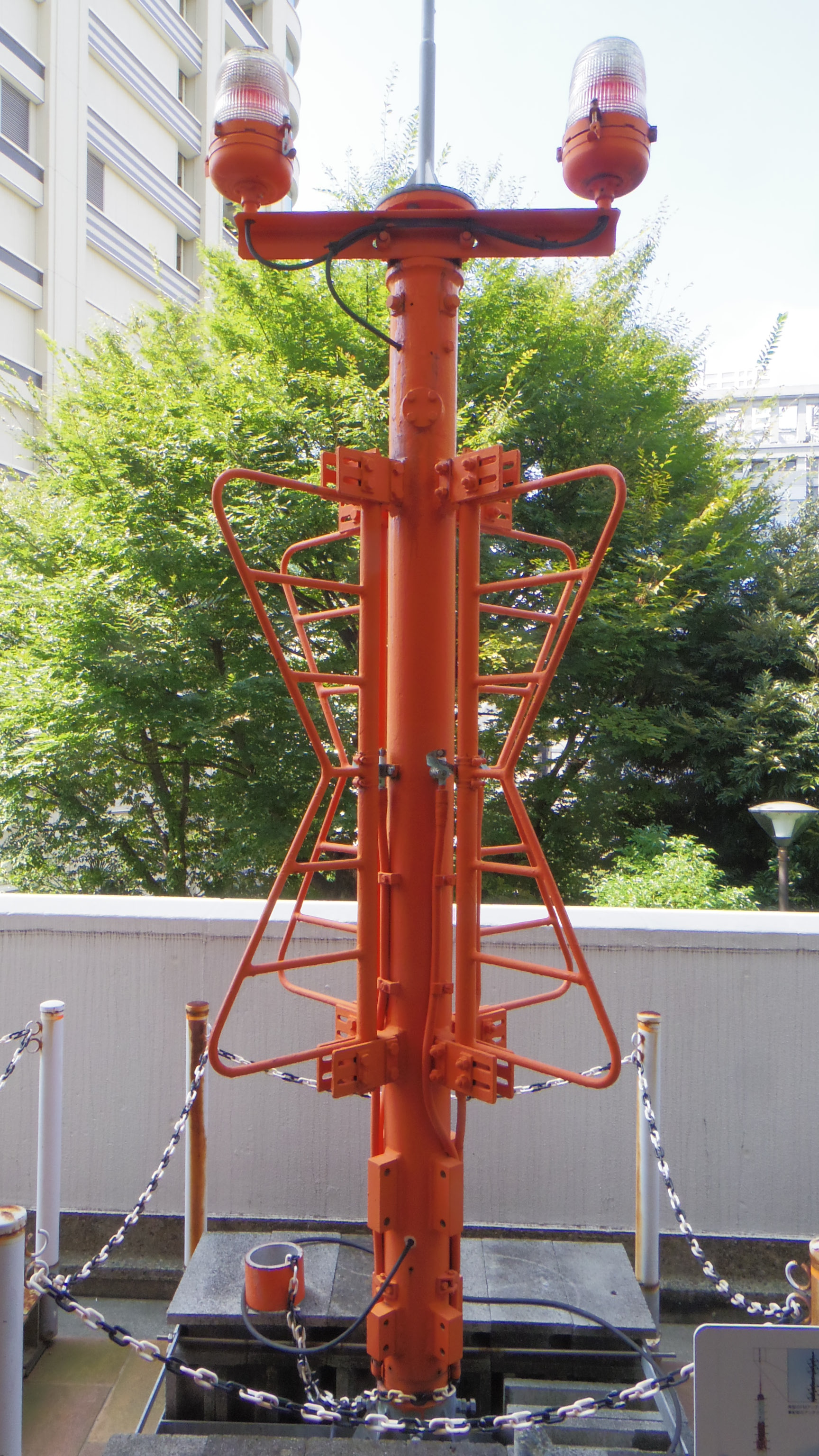
類比電視用的ST天線（曾在足羽山送信所使用）
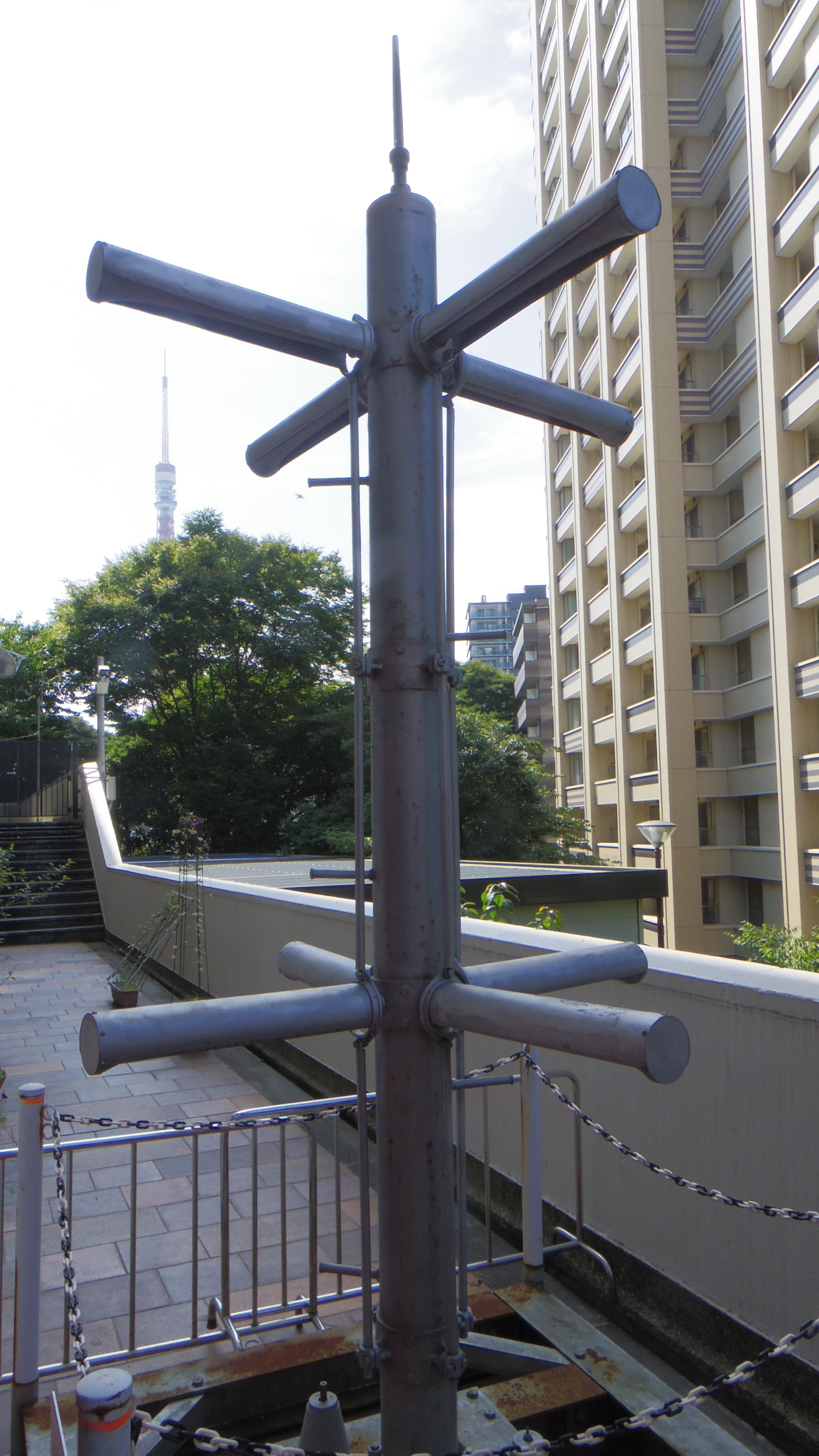
日本最初的電視用天線（1950年電視實驗播出時使用）
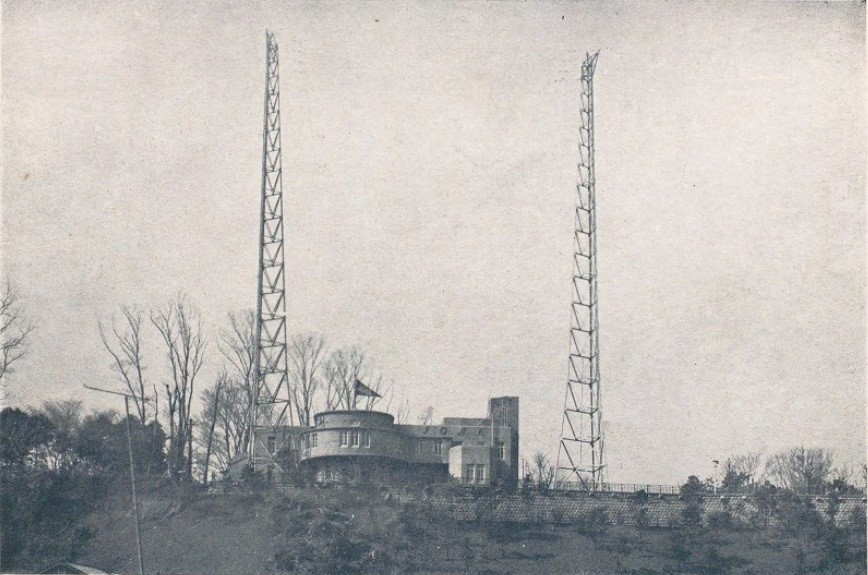
1930年時的东京广播电台

## 外部連結
- NHK放送博物館（页面存档备份，存于）
- http://www.nhk.or.jp/archives/search/special/comic/?movie#vol05（页面存档备份，存于）